# Диявол з жінкою
«Диявол з жінкою» (англ. A Devil with Women) — американський пригодницький фільм режисера Ірвінга Каммінгса 1930 року.

## Сюжет
Найманець Макстон, разом з племінником найбагатшої людини в одній з країн Центральної Америки, Томом, намагаються покласти край владі наймогутнішого місцевого бандита, Морлоффа.

## У ролях
- Віктор МакЛаглен — Джеррі Макстон
- Мона Маріс — Розіта Фернандес
- Гамфрі Богарт — Том Стендіш
- Луана Альканьїс — Долорес
- Михаїл Вавіч — Морлофф
- Соледад Гіменес — Гімінес
- Мона Ріко — Алісія
- Джон Ст. Поліс — Дон Дієго
- Роберт Едісон — генерал Гарсія
- Джо Де Ла Круз — Джуан
- Едвард Брейді — Педро